# Pimpernötsväxter
Pimpernötsväxter (Staphyleaceae) är en växtfamilj i ordningen Crossosomatales med två släkten och cirka 45 arter. De förekommer i nordligt tempererade områden, samt i tropiska Amerika, söderut till Bolivia.
Familjen består av buskar och träd. Bladen är motsatta, parbladigt sammansatta. Stipler finns. Blommorna har vanligen kronbladslika foderblad och oftast två eller tre karpeller.

### Webbkällor
- Svensk Kulturväxtdatabas
- Stevens, P. F. (2001). Angiosperm Phylogeny Website. Version 9, Juni 2008
- Wikimedia Commons har media som rör Pimpernötsväxter.